# 플레드
《플레드》(영어: Fled)는 미국에서 제작된 케빈 훅스 감독의 1996년 버디 액션 코미디 영화이다. 로런스 피시번 등이 출연하였고, 프랭크 맨쿠소 주니어 등이 제작에 참여하였다.

## 출연
- 로런스 피시번 - 찰스 파이퍼 역
- 스티븐 볼드윈 - 루크 도지 역
- 윌 패튼 - 매슈 "깁" 깁슨 형사 역
- 로버트 존 버크 - 팻 실러 연방보안관 역
- 로버트 훅스 - 헨리 클라크 경위 역
- 빅터 리버스 - 리코 샌티아고 역
- 데이비드 듀크스 - 크리스 페인 지방 검사 역
- 켄 젱킨스 - 니컬스 교도소장 역
- 살마 하예크 - 코라 역
- 브렛 라이스 - 손힐 경관 역
- 빌 벨러미 - 레이 역
- 루폴 - 본인 역

## 기타 제작진
- 협력 제작: 비키 윌리엄스
- 미술: 찰스 베넷
- 의상: 제니퍼 브라이언

## 우리말 녹음
MBC 성우진 (2001년 12월 22일)
- 신성호 - 파이퍼 (로런스 피시번)
- 안지환 - 도지 (스티븐 볼드윈)
- 박선영 - 코라 (살마 하예크)
- 김현직
- 박일
- 김태훈
- 이인성
- 이선호
- 이종혁
- 조예신
- 박조호
- 김호성
- 이철용
- 김용준
- 송준석
- 최수진
- 고성일
- 김서영
- 배정민
- 이상훈
- 이자옥